# Nuno Mascarenhas
D. Nuno Mascarenhas foi um fidalgo e titular português.
Foi senhor do morgado e quinta de Palma, e da vila de Azinhoso. Recebeu de Filipe I de Portugal o título de conde de Azinhoso, por carta de 10 de janeiro de 1583, do qual depois desistiu, recebendo em recompensa a comenda de São João de Infans, para ele e um dos seus filhos, por carta de 5 de setembro de 1589.
Foi alcaide-mor e comendador de Castelo de Vide, e das comendas de Nisa, Castelo Novo e Alpedrinha, na Ordem de Cristo.
Casou com D. Isabel de Castro, filha de Fernão Teles de Menezes, 7.º senhor de Unhão.